# Impasse de Wattignies
L'impasse de Wattignies est une voie située dans le quartier de Picpus du 12e arrondissement de Paris.

## Situation et accès
L'impasse de Wattignies est accessible à proximité par la ligne de métro 8 à la station Michel Bizot.

## Origine du nom
Elle porte le nom de la bataille de Wattignies, en raison de sa proximité avec la rue éponyme.

## Historique
Cette voie est classée dans la voirie de Paris par arrêté municipal du 30 mai 1996.